# 栄光への挑戦
『栄光への挑戦』（えいこうへのちょうせん）は、1966年10月8日に公開された日活のアクション映画である。監督は舛田利雄、主演は石原裕次郎。東宝から小林桂樹をゲストに迎えて製作された。

## あらすじ
元ボクシング選手の宗吾郎は、ボクシングの世界から引退、興業会社の社長を務めている。彼の会社は業績も好調であったが、暴力団野沢会から系列団体への加入の脅しに乗らなかったため、彼らから度々嫌がらせを受けている。そしてある日、共に会社を立ち上げた男の死の知らせを受ける。死因は自殺と断定されたが、どこか不審に思った宗は、あくまで真相の究明に動く。

## 配役
- 石原裕次郎: 宗吾郎
- 小林桂樹 : 市川警部補
- 浅丘ルリ子 : 真山紀子
- 垂水悟郎 : 伊吹尚吉
- 北村和夫 : 古山警部
- 三津田健 : 八田隆平
- 武藤章生 : 矢島運転手
- 深江章喜 : 黒旺会会長
- 梁瀬志郎 : 横浜のバーテン
- 市村清 : 若い男
- 稲野和子 : 中上かおる
- 八代真矢子 : 上代敬子
- 嵯峨善兵 : 御子柴部長
- 進千賀子 : 藤江リカ
- 久遠利三 : 加賀見弁護士
- 川地民夫 : 長田良
- 浜田寅彦 : 野沢竜
- 鈴木瑞穂 : 八田産業調査室長

## スタッフ
- 製作会社 : 石原プロ＝日活
- 監督 ： 舛田利雄
- 脚本 ： 池上金男、舛田利雄
- 企画 ： 中井景
- 音楽 ： 伊部晴美
- 編集 : 井上親弥
- 撮影 : 山崎善弘
- 助監督 : 小澤啓一

## 併映作品
- 『不敵なあいつ』